# Lago Lappajärvi
El lago Lappajärvi (en finés: Lappajärvi) es un lago en Finlandia, en los municipios de Lappajärvi, Alajärvi y Vimpeli. Se formó en un joven astroblema (cráter formado por impacto de meteorito) erosionado de 23 km (14 millas) de ancho. El lago es parte de la cuenca Ähtävänjoki (en sueco: Esse å) junto con el lago Evijärvi que se encuentra aguas abajo (al norte) de la misma.
La fecha del impacto de Lappajärvi se estima en 77,85 ± 0,78 millones de años de edad (fase Campaniense del período Cretácico Tardío).
Una isla en el medio del lago, Kärnänsaari (Isla Karna), da el nombre al impacto negro de roca de fundido (impactita) encontrado allí, localmente llamado kärnäita.
Los pueblos de la costa son Lappajärvi y Vimpeli. Aunque no está muy cerca de cualquier poblado importante, la ciudad más cercana es Seinäjoki.